# Кременчуцький медичний коледж
Кременчу́цький меди́чний ко́ледж — один із найстаріших медичних вищих навчальних закладів України І рівнів акредитації Полтавської області.

## Історія
Кременчуцький медичний коледж був відкритий згідно з Постановою Полтавського губернського земства (витяг з протоколу засідань 1904 року) як Кременчуцька акушерсько-фельдшерська школа. Організатор і перший керівник — відомий науковець, хірург, громадський діяч Овксентій Трохимович Богаєвський.
З 1954 року навчальний заклад мав назву Кременчуцьке медичне училище, з березня 2004 року — Кременчуцький медичний коледж.
Протягом 1970—2011 років коледжем керував Литвиненко Володимир Іванович.

## Навчальний процес
Медичний коледж здійснює підготовку молодших медичних спеціалістів за фахом: фельдшер (спеціальність «Лікувальна справа»); медична сестра (спеціальність «Сестринська справа»); акушерка (спеціальність «Акушерська справа»); зубний технік (спеціальність «Стоматологія ортопедична»).
Навчальний корпус Кременчуцького медичного коледжу розташований у парковій зоні Кременчука.